# Paul Ysebaert
Paul Robert Ysebaert, född 15 maj 1966, är en kanadensisk före detta professionell ishockeyforward som tillbringade elva säsonger i den nordamerikanska ishockeyligan National Hockey League (NHL), där han spelade för ishockeyorganisationerna New Jersey Devils, Detroit Red Wings, Winnipeg Jets, Chicago Blackhawks och Tampa Bay Lightning. Han producerade 336 poäng (149 mål och 187 assists) samt drog på sig 217 utvisningsminuter på 532 grundspelsmatcher. Han spelade även på lägre nivåer för SC Rapperswil-Jona i Nationalliga A (NLA), Utica Devils i American Hockey League (AHL), Cleveland Lumberjacks i International Hockey League (IHL) och Bowling Green Falcons (Bowling Green State University) i National Collegiate Athletic Association (NCAA).
Ysebaert draftades i fjärde rundan i 1984 års draft av New Jersey Devils som 74:e spelare totalt.
Han vann en Alka-Seltzer Plus Award för säsongen 1991–1992.

## Statistik
| 1982–1983   | Petrolia Jets         | WOHL        | 40  | 23  | 30  | 53  | 24  | —  | — | — | — | —  |
|             | Petrolia Jets         | OJHL        | 2   | 0   | 0   | 0   | 19  | —  | — | — | — | —  |
| 1983–1984   | Petrolia Jets         | WOHL        | 33  | 35  | 42  | 77  | 18  | —  | — | — | — | —  |
| 1984–1985   | Bowling Green Falcons | NCAA        | 42  | 23  | 32  | 55  | 54  | —  | — | — | — | —  |
| 1985–1986   | Bowling Green Falcons | NCAA        | 42  | 23  | 45  | 68  | 50  | —  | — | — | — | —  |
| 1986–1987   | Bowling Green Falcons | NCAA        | 45  | 27  | 58  | 85  | 44  | —  | — | — | — | —  |
| 1987–1988   | Utica Devils          | AHL         | 78  | 30  | 49  | 79  | 60  | —  | — | — | — | —  |
| 1988–1989   | New Jersey Devils     | NHL         | 5   | 0   | 4   | 4   | 0   | —  | — | — | — | —  |
|             | Utica Devils          | AHL         | 56  | 36  | 44  | 80  | 22  | 5  | 0 | 1 | 1 | 4  |
| 1989–1990   | New Jersey Devils     | NHL         | 5   | 1   | 2   | 3   | 0   | —  | — | — | — | —  |
|             | Utica Devils          | AHL         | 74  | 53  | 52  | 105 | 61  | 5  | 2 | 4 | 6 | 0  |
| 1990–1991   | New Jersey Devils     | NHL         | 11  | 4   | 3   | 7   | 6   | —  | — | — | — | —  |
|             | Detroit Red Wings     | NHL         | 51  | 15  | 18  | 33  | 16  | 2  | 0 | 2 | 2 | 0  |
| 1991–1992   | Detroit Red Wings     | NHL         | 79  | 35  | 40  | 75  | 55  | 10 | 1 | 0 | 1 | 10 |
| 1992–1993   | Detroit Red Wings     | NHL         | 80  | 34  | 28  | 62  | 42  | 7  | 3 | 1 | 4 | 2  |
| 1993–1994   | Winnipeg Jets         | NHL         | 60  | 9   | 18  | 27  | 18  | —  | — | — | — | —  |
|             | Chicago Blackhawks    | NHL         | 11  | 5   | 3   | 8   | 8   | 6  | 0 | 0 | 0 | 8  |
| 1994–1995   | Chicago Blackhawks    | NHL         | 15  | 4   | 5   | 9   | 6   | —  | — | — | — | —  |
|             | Tampa Bay Lightning   | NHL         | 29  | 8   | 11  | 19  | 12  | —  | — | — | — | —  |
| 1995–1996   | Tampa Bay Lightning   | NHL         | 55  | 16  | 15  | 31  | 16  | 5  | 0 | 0 | 0 | 0  |
| 1996–1997   | Tampa Bay Lightning   | NHL         | 39  | 5   | 12  | 17  | 4   | —  | — | — | — | —  |
| 1997–1998   | Tampa Bay Lightning   | NHL         | 82  | 13  | 27  | 40  | 32  | —  | — | — | — | —  |
| 1998–1999   | Tampa Bay Lightning   | NHL         | 10  | 0   | 1   | 1   | 2   | —  | — | — | — | —  |
|             | Cleveland Lumberjacks | IHL         | 27  | 6   | 11  | 17  | 14  | —  | — | — | — | —  |
| 1999–2000   | SC Rapperswil-Jona    | NLA         | 32  | 14  | 11  | 25  | 49  | —  | — | — | — | —  |
| NHL totalt  | NHL totalt            | NHL totalt  | 532 | 149 | 187 | 336 | 217 | 30 | 4 | 3 | 7 | 20 |
| AHL totalt  | AHL totalt            | AHL totalt  | 208 | 119 | 145 | 264 | 143 | 10 | 2 | 5 | 7 | 4  |
| NCAA totalt | NCAA totalt           | NCAA totalt | 129 | 73  | 135 | 208 | 148 | —  | — | — | — | —  |